# 한호선
한호선(韓灝鮮, 1936년 9월 28일 ~ 2025년 7월 27일)은 대한민국의 제14·15대 농협중앙회장이며, 제15대 전국구 국회의원이다. 서울 출신이며, 본관은 충청북도 청주이다.

## 생애
1936년 서울에서 태어난 한 회장은 강원도 원주농업고등학교를 졸업한 뒤, 1959년 고려대학교 법과대학 행정학과를 졸업하였다. 1962년 농협중앙회 공채 1기로 입사해 강원도 양구군농협 서기로 첫 근무를 시작하며 농협 생활을 시작했다.
1969년 농협중앙회 지도과장으로 승진하면서부터는 리·동 단위 조합의 통합과 농협 상호금융 제도 도입에 핵심적인 역할을 했다. 당시 전국에 약 1만6천여 개에 달하던 리·동 단위 조합을 읍·면 단위 1,500개 조합으로 통합하는 작업을 주도했으며, 같은 해 7월에는 전국 150개 조합을 대상으로 상호금융 제도를 도입하여 제도 정착에 기여했다. 당시 서봉균 농협중앙회장이 대리 1년 차였던 고인을 과장으로 발탁하며 해당 업무를 맡긴 사례는 이후에도 자주 언급된다.
1972년에는 청와대 대통령비서실 새마을운동 담당관으로 파견되어 약 7년간 새마을운동의 전국적 확산에 기여하였고, 이후 농협중앙회로 복귀해 1980년 이사, 1983년 부회장을 거쳐 1988년 3월 제14대 농협중앙회장에 임명되었다.
1988년 마지막 임명직 농협중앙회장을 거쳐 1990년 직선 1기 농협중앙회장에 선출됐다.
재임 기간 우루과이라운드 협상 과정에서 쌀 수입 개방 반대 운동을 펼쳤다. 협상이 막바지로 치닫던 1993년 12월에는 농민대표단과 함께 스위스 제네바로 직접 가서 농산물시장 개방에 반대하는 결의와 절실함을 알렸으며 국내에서는 다양한 우리 농산물 애용 운동과 함께 ‘우리 몸에는 우리 농산물이 최고’라는 ‘신토불이(身土不二)’ 열풍을 일으키기도 했다.
1996년 4월 치러진 제15대 국회의원 선거에서 지역구 41석을 포함, 50석을 차지하며 원내 3당이 된 자유민주연합의 전국구 9번으로 국회의원에 당선됐다. 당선 직후 당 농어촌대책위원장직을 맡았다.
1998년 제2회 전국동시지방선거에서 자유민주연합의 강원도지사 후보로 나서 33.84%의 지지를 얻었지만 39.27%의 득표율을 기록한한 한나라당 김진선 후보에게 밀리면서 낙선했다.
한·이스라엘친선협회 회장, 새마을운동중앙협의회 이사·감사, 농민신문사 사장, 자연보호중앙협의회 회장 등을 역임하였다. (사)농협동인회 회장으로 2006년 처음 선임된 뒤, 2008년과 2010년에 재선임되었다.
2025년 7월 27일 오전 11시 50분 사망하였다.

## 학력
- 1952년 울진중학교 졸업
- 1955년 원주농업고등학교(現 영서고등학교) 졸업
- 1959년 고려대학교 법과대학 행정학과 졸업
- 1973년 서울대학교 행정대학원 행정학 석사[8]
- 1991년 명지대학교 대학원 행정학 박사

## 경력
- 1962년: 강원도 양구군 농업협동조합 서기
- 1969년 ~ 1972년: 농업협동조합 교육홍보부 지도과장·교육과 참사·조사부 조사역
- 1972년 ~ 1979년: 청와대 대통령비서실 새마을운동담당관 파견
- 1979년 ~ 1980년: 서울농업협동조합 상무이사·전무이사 직무대리
- 1980년 ~ 1988년: 농업협동조합중앙회 이사·부회장
- 1988년 ~ 1994년: 농민신문사 대표이사 사장
- 1988년 ~ 1994년: 제14·15대 농업협동조합중앙회장
- 1996년 ~ 1998년: 제15대 국회의원(전국구)³

## 수상 내역
- 1979년 대한민국 새마을훈장
- 1980년 대한민국 보국훈장
- 1993년 대한민국 문화훈장

## 저서
- 荷見武敬. 1984. 󰡔協同組合地域社会への道󰡕. 家の光協会. (한호선 역. <협동조합 지역사회로 가는 길>, 서울:협동연구사, 1986.
- <우리 함께 손잡고> 1991.
- 한호선, <身土不二 : 21세기는 쌀을 먹는 민족이 지배한다> 농민신문사, 1993.

## 역대 선거 결과
|  | 16.2% |

|  | 33.84% |